# Olivier Raynaud (Koa)
 (février 2025).
Motif : Notoriété encyclopédique, réf centrées ?
- Archive Wikiwix
- Bing
- Cairn
- DuckDuckGo
- E. Universalis
- Gallica
- Google
- G. Books
- G. News
- G. Scholar
- Persée
- Qwant
- (zh) Baidu
- (ru) Yandex
- (wd) trouver des œuvres sur Wikidata

| 1. | Préciser le motif de la pose du bandeau. | Précisez le motif de la pose du bandeau en utilisant la syntaxe suivante : {{admissibilité à vérifier\|date=mars 2025\|motif=remplacez ce texte par le motif}}                             |
| 2. | Informer les utilisateurs concernés.     | Pensez à avertir le créateur de l'article, par exemple, en insérant le code ci-dessous sur sa page de discussion : {{subst:avertissement admissibilité à vérifier\|Olivier Raynaud (Koa)}} |

Pour les articles homonymes, voir Olivier Raynaud.
 (octobre 2018).
Si vous disposez d'ouvrages ou d'articles de référence ou si vous connaissez des sites web de qualité traitant du thème abordé ici, merci de compléter l'article en donnant les références utiles à sa vérifiabilité et en les liant à la section « Notes et références ».
Olivier Raynaud, dit Koa, est un illustrateur français ayant notamment illustré des albums jeunesse et la série Les Chroniques d'Hamalron parue chez Alkonost et Mégara Entertainment.

## Publications
- Série Les Chroniques d'Hamalron :
  1. Le Royaume de la discorde, de Rémi Dekoninck, illustrations d'Olivier Raynaud, Alkonost, juillet 2017,  (ISBN 9791097577001).
  2. La Cité des Proscrits, de Rémi Dekoninck, illustrations d'Olivier Raynaud, Alkonost, décembre 2017,  (ISBN 9791097577018).
- Fleurir en Hiver, de Romain Baudry, illustrations Olivier Raynaud,  Alkonost, décembre 2018
- La Forêt de Mauperdus, avec Sylvie Arnoux (Album Jeunesse)
- La Nuit des Ours, avec Sylvie Arnoux (Album Jeunesse)